# Haus der Stadtgeschichte (Mülheim an der Ruhr)

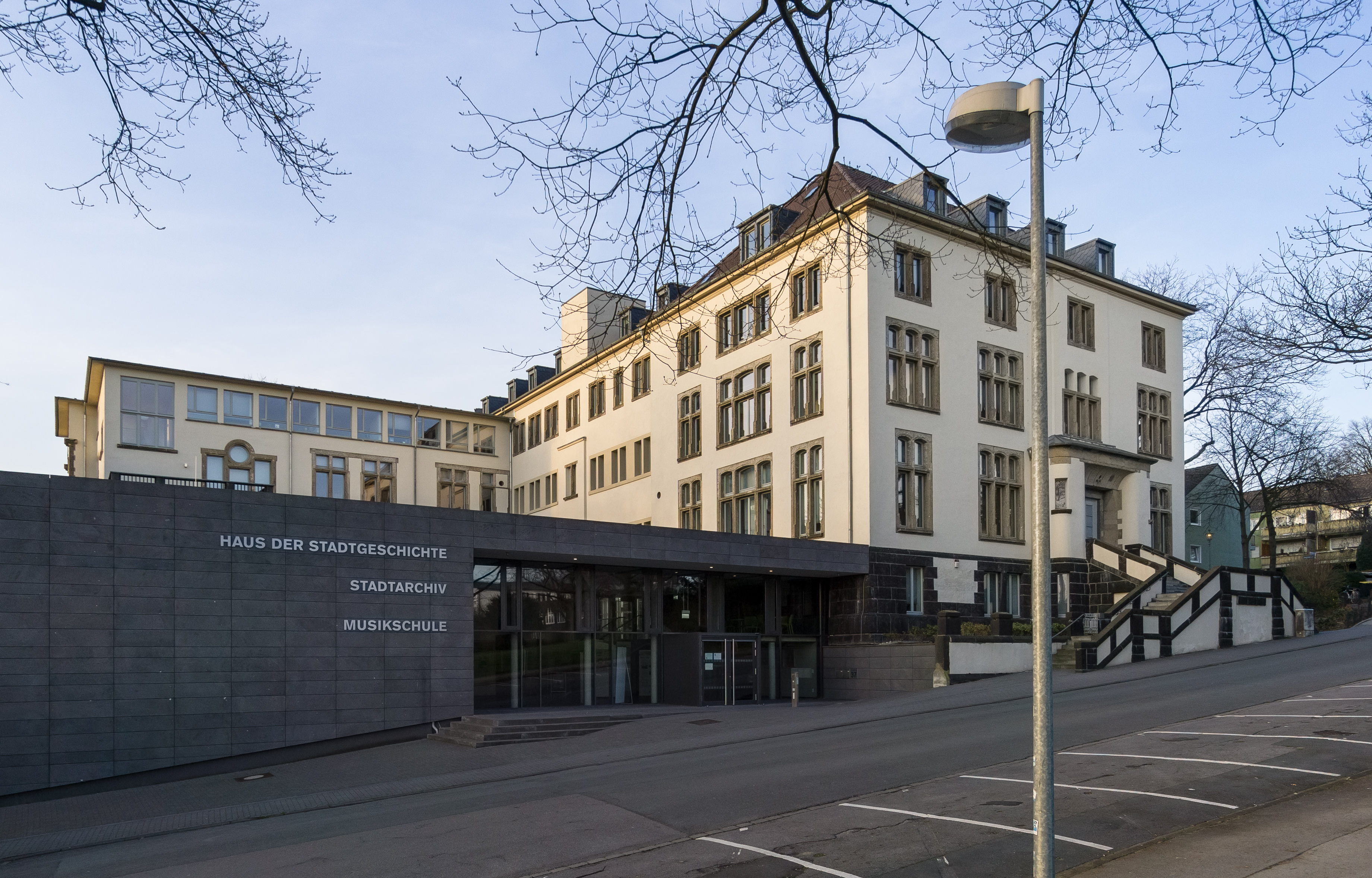
Haus der Stadtgeschichte Schrägansicht mit Schriftzug (2016)

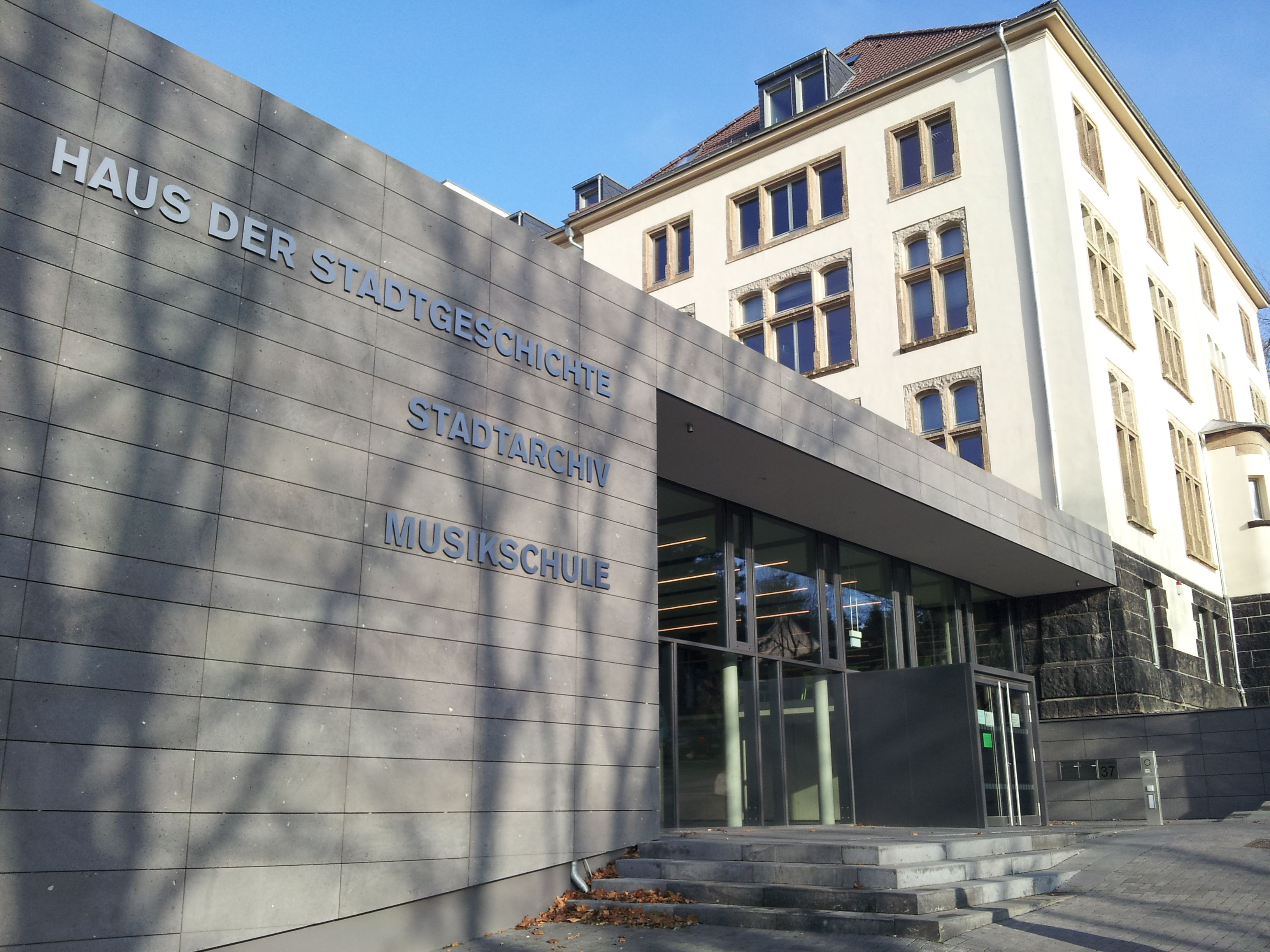
Detailansicht des Eingangsbereichs (2013)

Das Haus der Stadtgeschichte ist ein öffentliches Gebäude in Mülheim an der Ruhr. Es ging aus der ehemaligen Augenheilanstalt Mülheim an der Ruhr hervor. Nach dem Umbau, den die Leonhard-Stinnes-Stiftung finanziert hat, sind dort das Stadtarchiv sowie die Städtische Musikschule eingezogen. 
Das rund 100 Jahre alte Klinikgebäude wurde zu diesem Zweck kernsaniert und den Anforderungen der neuen Nutzer angepasst. Der Besucher betritt das Haus nun durch einen neuen Anbau und gelangt zunächst in ein großzügiges Foyer, das künftig als Präsentationsfläche für historische Wechsel- und Dauerausstellungen dienen soll. Der Anbau beherbergt darüber hinaus einen Konzert- und Vortragssaal für etwa 100 Gäste sowie ein  Café. Das umgebaute Gebäude verfügt über eine Fläche von insgesamt 4.000 Quadratmetern.
Die Inbetriebnahme des Hauses fand schrittweise im Laufe des Jahres 2013 statt. Als erstes Kulturinstitut zog im März die Musikschule ein, im August folgte das Stadtarchiv. Die offizielle Einweihung erfolgte am 14. September 2013.

## Lage
Von-Graefe-Straße 37,
45470 Mülheim an der Ruhr,
Anreise per ÖPNV:
U-Bahn 18 ab Hauptbahnhof
bis Haltestelle Christianstraße